# Wesołowo (Purda)
Wesołowo (deutsch Wessolowen, 1938 bis 1945 Frohwalde) ist ein Ort in der polnischen Woiwodschaft Ermland-Masuren. Er gehört zur Gmina Purda (Landgemeinde Groß Purden) im Powiat Olsztyński (Kreis Allenstein).

## Geographische Lage
Wesołowo liegt am Ostufer des Servent-Sees (polnisch Jezioro Serwent) im Westen der Woiwodschaft Ermland-Masuren, 20 Kilometer südöstlich der Kreis- und Woiwodschaftshauptstadt Olsztyn (deutsch Allenstein).

## Geschichte
Der ursprüngliche Weßalowo und nach 1785 Wessalowo genannte kleine Ort fand 1785 als „adliges Vorwerk“ mit einer Feuerstelle Erwähnung. Im Jahre 1820 wurde das „adlige Gut“ mit einer Feuerstelle bei 14 Einwohnern genannt.
Im Jahre 1874 kam Wessolowen zum neu errichteten Amtsbezirk Preylowen (1938 bis 1945 Amtsbezirk Preiwils, polnisch Prejłowo) im ostpreußischen Kreis Allenstein, bevor es sich am 14. Januar 1885 mit dem Nachbargutsbezirk Wallen (polnisch Wały) zum neuen Gutsbezirk Wallen zusammenschloss.
Am 30. September 1928 gab der Gutsbezirk Wallen seine Eigenständigkeit auf und wurde Teil der neugebildeten Landgemeinde Preylowen (1938 bis 1945 Preiwils, polnisch Prejłowo). Die Ortschaft Wessolowen erhielt am 3. Juni – offiziell bestätigt am 16. Juli – 1938 aus politisch-ideologischen Gründen der Abwehr fremdländisch klingender Ortsnamen die Umbenennung in „Frohwalde“.

## Kirche
Bis 1945 war Wessolowen resp. Frohwalde in die evangelische Kirche Wartenburg (Ostpreußen)  (polnisch Barczewo) in der Kirchenprovinz Ostpreußen der Kirche der Altpreußischen Union, außerdem in die römisch-katholische Kirche Gillau (polnisch Giławy) im Bistum Ermland eingepfarrt.
Wesołowo gehört heute noch zur Pfarrei Giławy, die nun dem Erzbistum Ermland zugeordnet ist. Die evangelischen Einwohner orientieren sich zur Christus-Erlöser-Kirche Olsztyn (Allenstein) in der Diözese Masuren der Evangelisch-Augsburgischen Kirche in Polen.

## Verkehr
Wesołowo ist von Groszkowo (Graskau) aus auf direktem Wege zu erreichen. Eine Bahnanbindung besteht nicht.